# Singureni (okręg Giurgiu)
Singureni – wieś w Rumunii, w okręgu Giurgiu, w gminie Singureni. W 2011 roku liczyła 1546 mieszkańców.